# تومیکو
تومیکو (به لاتین: Tõmmiku) یک روستا در استونی است که در دهستان کیلا واقع شده‌است.